# Cornod
Cornod település Franciaországban, Jura megyében. Lakosainak száma 215 fő (2022. január 1.). Cornod Saint-Hymetière-sur-Valouse, Thoirette-Coisia és Vosbles-Valfin községekkel határos.

## Népesség
A település népességének változása:
| Lakosok száma | 223  | 189  | 177  | 220  | 231  | 222  | 218  | 216  | 215  | 215  |
|               | 1968 | 1982 | 1990 | 2006 | 2013 | 2015 | 2017 | 2019 | 2020 | 2022 |